# Fernand-Philippe-Alphonse Besançon
Fernand-Philippe-Alphonse Besançon, francoski general, * 1897, † 1956.